# Seemannskasse
Die Seemannskasse ist eine im Jahre 1974 von der damaligen See-Berufsgenossenschaft gegründete spezielle Pflichtversicherung für Seeleute, die im deutschen Sozialversicherungssystem die gesetzliche Rentenversicherung ergänzt und von der Deutsche Rentenversicherung Knappschaft-Bahn-See verwaltet wird. Ziel ist die Zahlung eines Überbrückungsgeldes, wenn für die gesetzlich versicherte Person mit einem seemännischen Beruf entweder kein Anspruch auf eine Rente wegen voller Erwerbsminderung in voller Höhe oder auf eine Voll-Rente wegen Alters besteht.
Hintergrund für die 1974 auf Initiative der Sozialpartner unter dem Dach der See-BG in Hamburg erfolgte Einrichtung der Seemannskasse war die bereits in den 1970er Jahren vorhandene Erkenntnis, dass Seefahrer durch das bekannte berufsbedingte gesundheitliche Risiko infolge körperlich schwerer Arbeit und hoher psychischer Belastung an Bord es einfach nicht schafften bis zur Regelaltersrente durchzuarbeiten.
Oftmals konnten Seeleute auf Schiffen unter deutscher Flagge aufgrund der belastenden Arbeitsbedingungen an Bord nicht bis zum offiziellen Eintritt ins Rentenalter arbeiten. Daher gab es zunächst den Vorschlag eine Rente für Seeleute analog zur Bergmannsrente einzurichten, doch dem folgte das Bundesministerium für Arbeit und Soziales damals nicht. Als Lösung für eine „Seemannsrente“ wurde jedoch die Gewährung eines Überbrückungsgeldes bereits vor der Regelaltersrente (im Jahr 2024 bereits mit 56 Jahren) umgesetzt, sofern entsprechende Anwartschaften wie z. B. anrechenbare Fahrtzeiten von 20 Jahren dafür erfüllt werden.
Im Zuge der Organisationsreform in der gesetzlichen Unfallversicherung wurde die Seemannskasse mit Wirkung ab 1. Januar 2009 in die Deutsche Rentenversicherung Knappschaft-Bahn-See integriert.
Die Finanzierung der Seemannskasse erfolgt durch in der Satzung festgeschriebene Beiträge von Reedereien und von ihren versicherten Seeleuten in der Handelsschifffahrt und Fischerei. Entscheidungen über Anpassungen oder Änderungen im Bereich der Seemannskasse erfolgen durch einen Beirat bestehend aus jeweils vier Vertretern vom  Verband Deutscher Reeder  und von ver.di insbesondere hinsichtlich Beitragshöhe und Leistungsarten, so dass der Beirat auf solide Ausgestaltung und Zukunftsfähigkeit achtet. Wesentlich für die Arbeit des Beirates auch in der Argumentation gegenüber dem  Bundesministerium für Arbeit und Soziales und dem Bundesamt für Soziale Sicherung waren bisher erstellte Gutachten zur Zukunftsfähigkeit der Seemannskasse durch das Institut für Seeverkehrswirtschaft und Logistik Bremen, wobei neben den Beiträgen einerseits auch die sich weiter verringernde Anzahl der sozialversicherten Seeleute andererseits über die Zukunft entscheidet.
Im Jahr des 50-jährigen Bestehens der Seemannskasse (1974–2024) spielte sie bei der Absicherung von 5.400 versicherten Seeleute unter deutscher Flagge nach wie vor eine zentrale Rolle, wobei Peter Geitmann in der Funktion als aktueller Vorsitzender des Beirats der Seemannskasse an Bord der Rickmer Rickmers die gute Zusammenarbeit im Rahmen der Sozialpartnerschaft betonte.
Durch die Zahlung eines Überbrückungsgeldes in Höhe der zu erwartenden Altersrente vor Erreichen der Altersgrenzen in der gesetzlichen Rentenversicherung ermöglichte die Seemannskasse unter bestimmten Voraussetzungen auf Antrag bisher einen vorzeitigen Renteneintritt  und weitere Leistungen wie zum Beispiel eine Hinterbliebenenrente  kamen im Laufe von fünf Jahrzehnten hinzu, um den besonderen Arbeitsbedingungen in der Seefahrt Rechnung zu tragen.